# Burghof (Hennef)
Burghof ist ein Ortsteil der Stadt Hennef (Sieg) im Rhein-Sieg-Kreis in Nordrhein-Westfalen. Es handelt sich um ein Einzelgehöft, der laut Statistik der Stadt Hennef zuletzt unbewohnt war.

## Lage
Der Hof liegt in einer Höhe von 165 Metern über N.N. auf den Hängen des Westerwaldes, aber noch im Naturpark Bergisches Land. Im Nordosten liegt Uckerath, im Südosten der Weiler Scheuren, im Süden Hove, im Nordwesten Büllesbach.

## Geschichte
Im Jahr 1910 gab es in Burghof den Haushalt Ackerer Theodor Bernartz. In der Nachkriegszeit gab es hier ein Freibad.
Bis zum 1. August 1969 gehörte der Wohnplatz Burghof zur Gemeinde Uckerath. Im Rahmen der kommunalen Neugliederung des Raumes Bonn wurde Uckerath, damit auch der Burghof, der damals neuen amtsfreien Gemeinde „Hennef (Sieg)“ zugeordnet.